# Explosion de poudre noire de Dublin
L'explosion (ou désastre) de poudre noire de Dublin est une grande explosion ayant lieu le 11 mars 1597 sur les quais de Dublin, en Irlande. L'explosion démolit jusqu'à quarante maisons et en laisse des dizaines d'autres gravement endommagées. La catastrophe fait 126 morts et de nombreux blessés. 
Cette explosion accidentelle est la pire catastrophe du genre qui se soit produite en Irlande. À long terme, la catastrophe donne l'impulsion d'expansion de Dublin à partir du début du XVIIe siècle, les efforts de reconstruction jetant les bases du nouveau centre-ville. 

## Explosion du 11 mars
Le vendredi 11 mars 1597, en début d'après-midi, une cargaison de barils de poudre noire est déchargée par grue d'une allège amarrée près de Wood Quay. Peu après 13h, alors qu'une grue en bois déplace quatre barils de poudre vers le quai, les 140 barils de poudre qui étaient sur le bord de la rivière explosent. La grue est détruite instantanément et la force de l'explosion est ressentie partout dans la ville.  
À proximité, de nombreuses maisons appartenant à des familles de marchands face à la rivière Liffey sont détruites par l'explosion, certaines s'effondrant et d'autres gravement endommagées. La force de l'explosion est telle que des bâtiments de la banlieue de Dublin sont endommagés par la pluie de débris crée. Des dizaines d'ouvriers travaillant dans la zone sont tués et des membres humains sont retrouvés à plusieurs centaines de mètres du cratère laissé par l'explosion. 
La chronique gaélique contemporaine connue sous le nom d'Annales des quatre maîtres décrit le désastre : 

« Une étincelle entra dans la poudre ; on se sait d'où venait cette étincelle, que ce soit des cieux ou d'en dessous ; cependant, les tonneaux éclatèrent en une flamme ardente et une déflagration rapide souleva les manoirs en pierre et les maisons en bois de la rue de leurs fondations solides, de sorte que la longue poutre, l'énorme pierre et l'homme dans sa forme corporelle, sont envoyés tourbillonnant dans les airs au-dessus de la ville par l'explosion de cette poudre puissante ; et il est impossible d'énumérer, de compter ou de décrire le nombre d'honorables personnes, de commerçants de toute classe, de femmes et de jeunes filles, et de fils de gentilshommes, venus de toutes les régions d'Irlande pour faire leurs études dans la ville, qui ont été détruits. »

## Avant la catastrophe
Le désastre a lieu pendant la guerre de neuf ans, au cours de laquelle le chef de l'Ulster Hugh O'Neill et ses alliés sont engagés contre la Couronne anglaise. De grandes quantités de poudre noire sont alors nécessaires pour approvisionner l'armée anglaise en Irlande. La principale destination des cargaisons de poudre noire est Dublin, la principale ville d'Irlande. Celles-ci sont déchargées par des navires anglais sur des bateaux au large et de là, les tonneaux sont transportés dans les eaux peu profondes jusqu'à la ville. 
Dans les jours qui ont précédé la catastrophe, un différend éclate entre les porteurs de Dublin et les fonctionnaires du château. Un fonctionnaire de la Couronne du nom de John Allen, le greffier de l'entrepôt, menace et intimide un certain nombre de porteurs, les forçant à travailler sans salaire. En conséquence, de nombreux porteurs sont en grève, refusant d'aider à décharger les barils de poudre noire. Cela conduit à une accumulation de poudre noire sur les quais. 
Les causes du déclenchement de l'embrasement des barils n'ont jamais été déterminées, bien que le jour de l'explosion ait été noté comme anormalement sec.

## Conséquences et reconstruction de Dublin

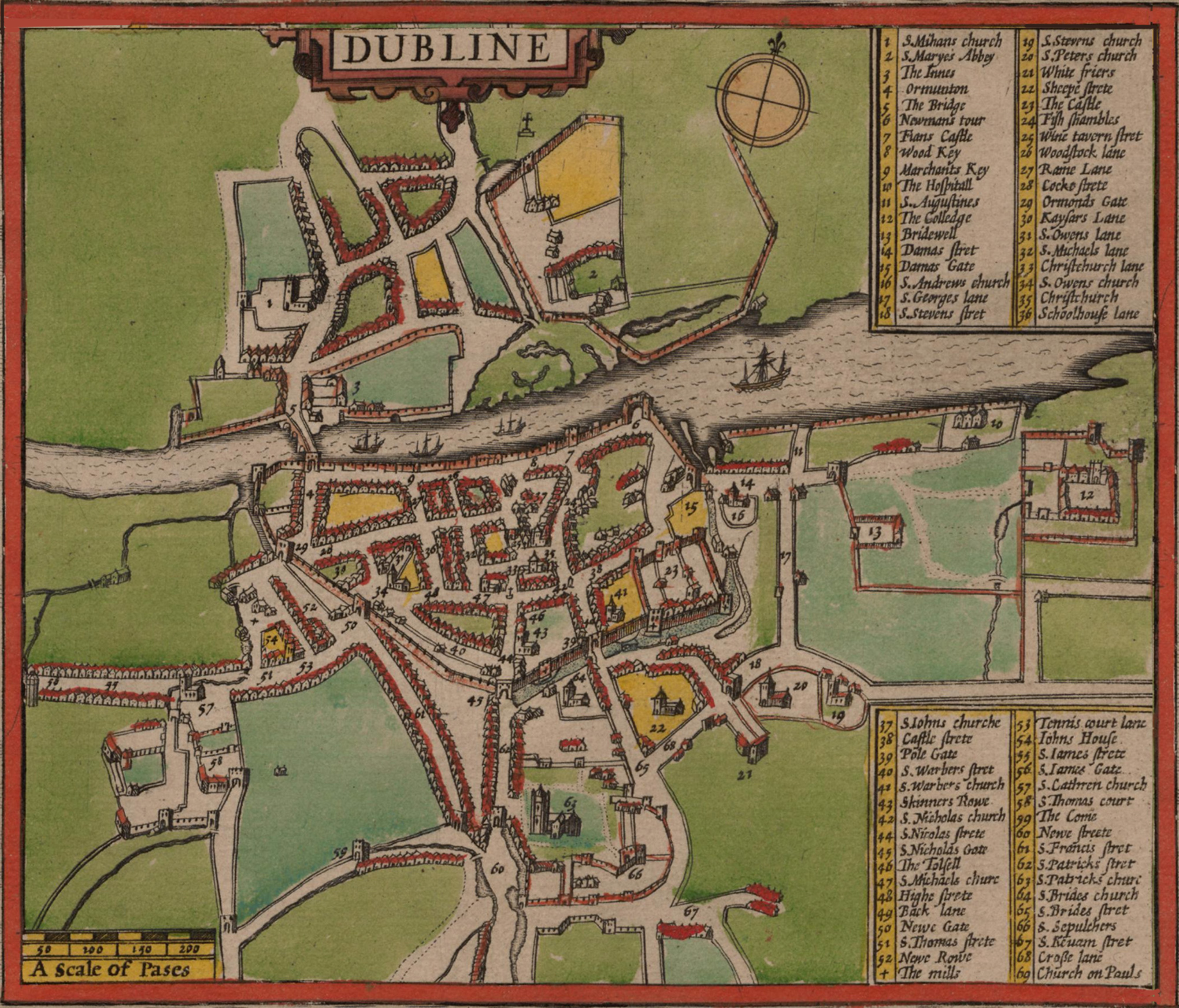
Carte de Dublin de 1610 par John Speed (d'après des informations datant d'environ 10 ans après la catastrophe). L'explosion s'est produite à Wood Quay, marquée du numéro 8.

La catastrophe fait 126 morts, hommes et femmes, et principalement des habitants. À l'époque, la population de Dublin est d'un peu moins de 10 000 habitants, de sorte que le nombre de morts représente environ 1 % de la population de la ville. 
Bien que l'impact immédiat de la catastrophe soit horrible, la reconstruction qui a lieu au début du XVIIe siècle ouvre la voie à l'expansion spectaculaire de Dublin dans les années 1600. Contrairement au bois qui était alors largement utilisé en Irlande aux époques médiévales et Tudor, une grande partie des nouveaux bâtiments est construite en brique. L'effort de reconstruction se répand également sur des terres nouvellement récupérées à l'est de la ville. Cela facilite la croissance spectaculaire de la population de la ville, passant de moins de 10 000 en 1600 à environ 20 000 dans les années 1630. 
L'effort de reconstruction est à certains égards comparable à celui qui eut lieu à Londres après le grand incendie de 1666, transformant le Dublin médiéval en une ville plus moderne.[réf. nécessaire]